# Михайловский сельсовет (Ужурский район)
Миха́йловский сельсове́т — административно-территориальная единица и муниципальное образование (сельское поселение) в Ужурском районе Красноярского края. Административный центр поселения — село Михайловка.

## География
Михайловский сельсовет находится южнее Ачинска, на юго-западе Красноярского края, севернее районного центра.

## История
Михайловский сельсовет наделён статусом сельского поселения в 2005 году.

## Население
| 2010 | 2012 | 2013 | 2014 | 2015 | 2016 | 2017 |
| ---- | ---- | ---- | ---- | ---- | ---- | ---- |
| 863  | ↘857 | ↘840 | ↘800 | ↘793 | ↗808 | ↘788 |

Гендерный состав
По данным Всероссийской переписи населения 2010 года 7 мужчин и 456 женщин из 863 чел.

## Состав сельского поселения
В состав сельского поселения входят 2 населённых пункта:
| № | Населённый пункт | Тип населённого пункта       | Население |
| - | ---------------- | ---------------------------- | --------- |
| 1 | Косоголь         | деревня                      | 34        |
| 2 | Михайловка       | село, административный центр | ↘829      |